# Esquadró Universitari de l'Aire

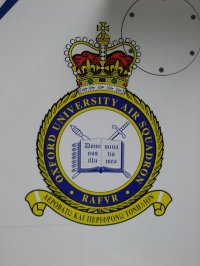
Escut del UAS d'Oxford

Els Esquadrons Universitaris de l'Aire  (anglès: University Air Squadrons) són unitats d'entrenament de la Royal Air Force, que bàsicament ofereixen entrenament de vol bàsic als estudiants de les universitats britàniques. Aquestes unitats existeixen per oferir un tast de la vida al Servei i donar experiència als seus membres per iniciar una carrera com a oficial en qualsevol de les branques de la RAF.
S'espera que els membres assisteixin a classes nocturnes, normalment en cursets setmanals, així com assistint a diversos camps d'entrenament anual. Normalment es fan 31 sortides de vol, després de les quals es realitza l'Entrenament Elemental de Vol (EEV), que permet obtenir als estudiants entre 10 i 15 hores de vol. A més es fa entrenament terrestre.
Es considera part de la Reserva Voluntària de la RAF (RAF Volunteer Reserve - RAFVR). Molts estudiants obtenen el rang d'Oficial Cadet, amb l'estatus i els privilegis (però no el rang) d'un oficial. Alguns poden obtenir despatxos a la Reserva Voluntària de la RAF, amb rang d'Oficial Pilot en Funcions. Els estudiants de Medecina o Dentista, en obtenir el rang de Cadet, reben el nomenament a la RAF com a Oficial Pilot.
Just abans de la Segona Guerra Mundial van ser una important font de pilots per la RAF durant la batalla d'Anglaterra. Els ja membres de la RAFVR van ser cridats al servei actiu enmig dels estudis pels seus títols.

## Unitats i Seus de les bases
- UAS de Birmingham / 8 AEF at DCAE Cosford
- UAS de Bristol / 3 AEF a Camp d'Aviació de Colerne
- UAS de Cambridge / 5 AEF at RAF Wyton
- UAS dels Midlands Orientals / 7 AEF at RAF Cranwell
- Esquadró de l'Aire Universitari de l'Est d'Escòcia / 12 AEF a RAF Leuchars
- UAS de Gal·les / 1 AEF a MOD St Athan
- Esquadró de l'Aire de les Universitats de Glasgow i Strathclyde / 4 AEF a l'Aeroport Internacional de Glasgow
- UAS de Liverpool a RAF Woodvale
- UAS de Londres a RAF Wyton
- UAS de Manchester & Salford / 10 AEF a RAF Woodvale
- UAS de Northumbria / 11 AEF a RAF Leeming
- UAS d'Oxford / 6 AEF a RAF Benson
- Southampton UAS (SUAS)/ 2 AEF a Boscombe Down
- UAS de Yorkshire / 9 AEF a RAF Church Fenton